# Werler Grünsandstein

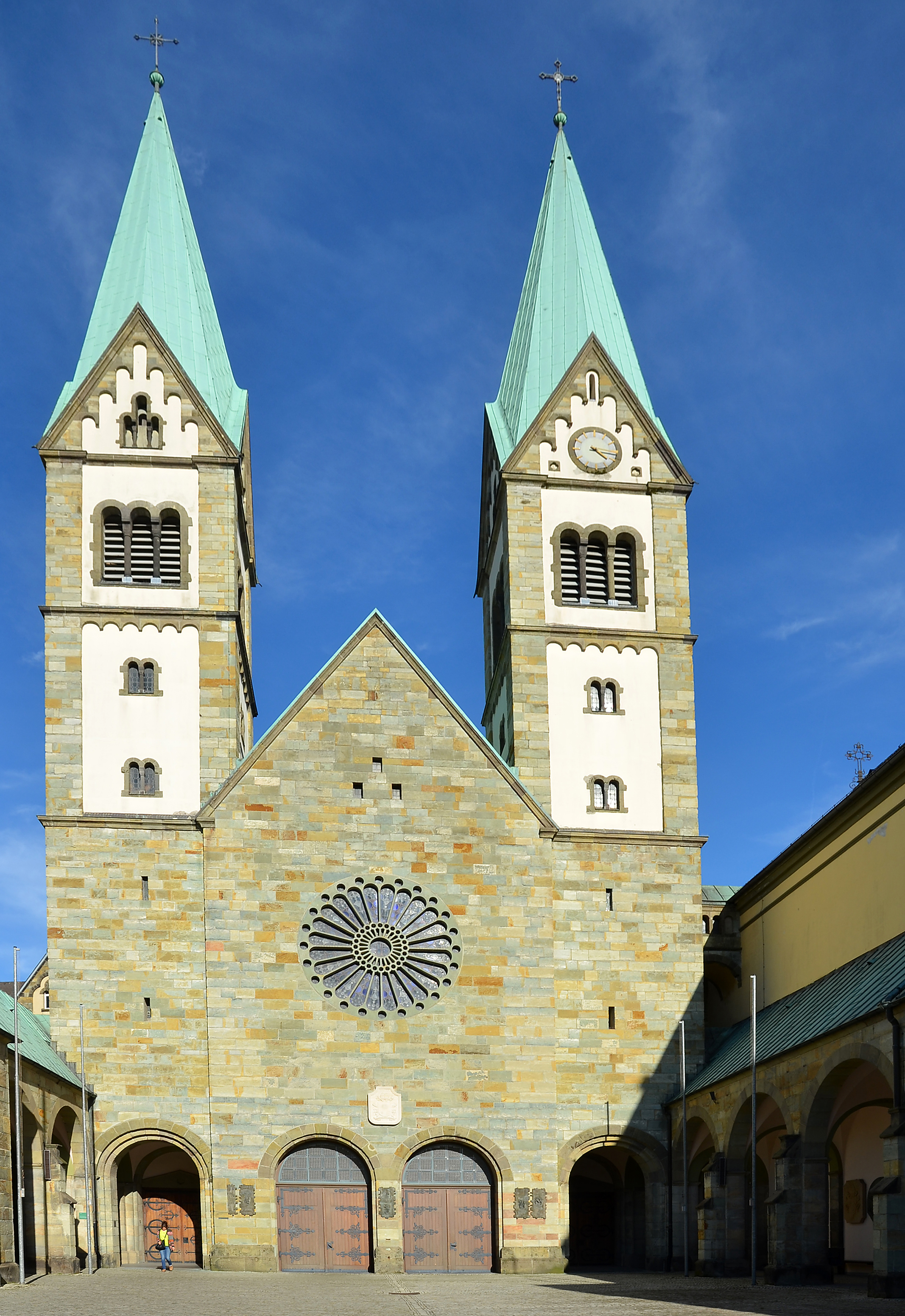
Wallfahrtsbasilika Werl mit braun- und grüngefärbten Werler Grünsandstein

Werler Grünsandstein ist ein Kalkstein, der unter anderem in der Soester Börde gewonnen und verwendet wird. Er stammt aus dem Turonium, einer Stufe der Oberkreide. Er kommt in Werl in Nordrhein-Westfalen vor und wird heute (2008) nicht mehr abgebaut.

## Vorkommen und Namensgebung

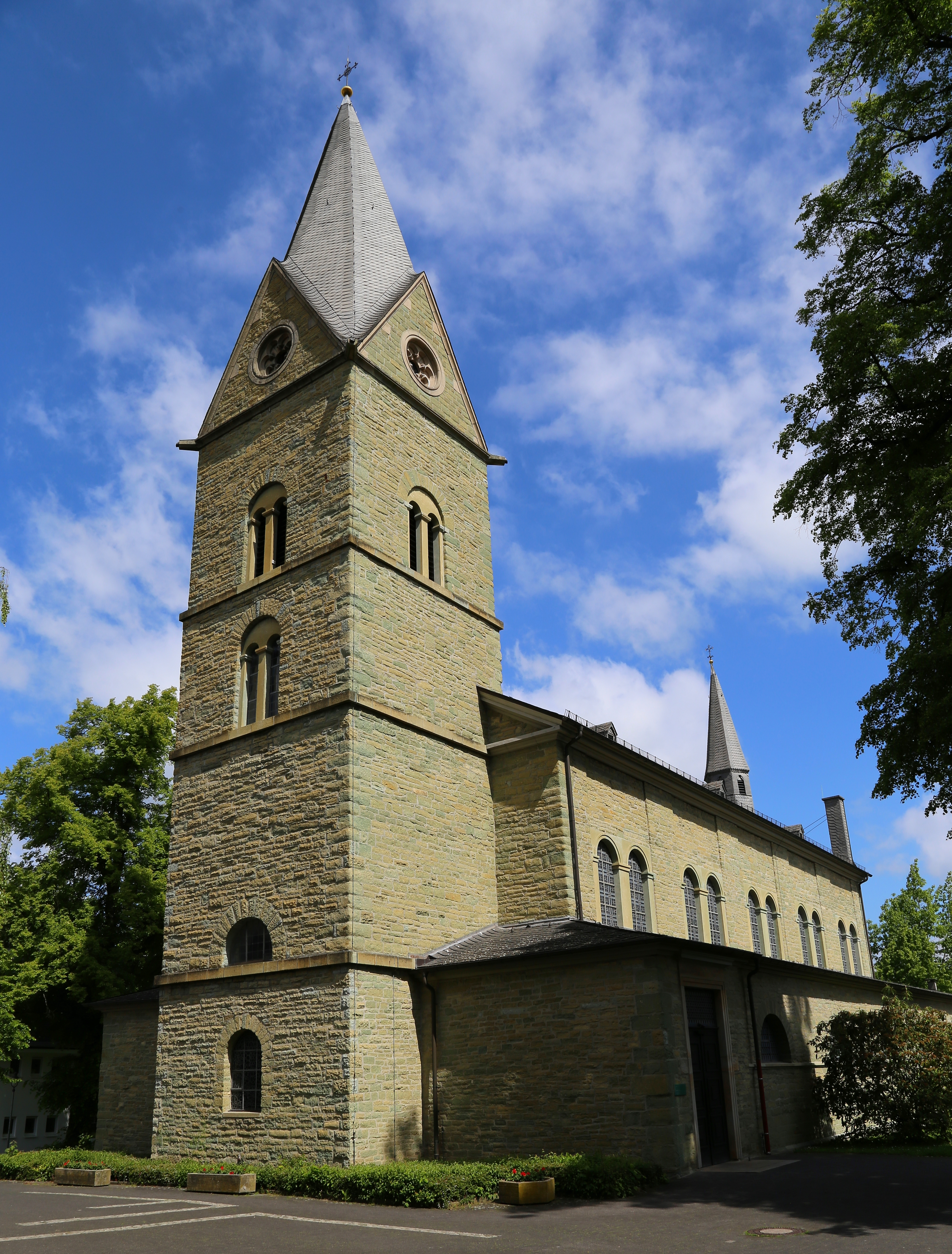
St. Cäcilia in Westönnen aus Werler Grünsandstein

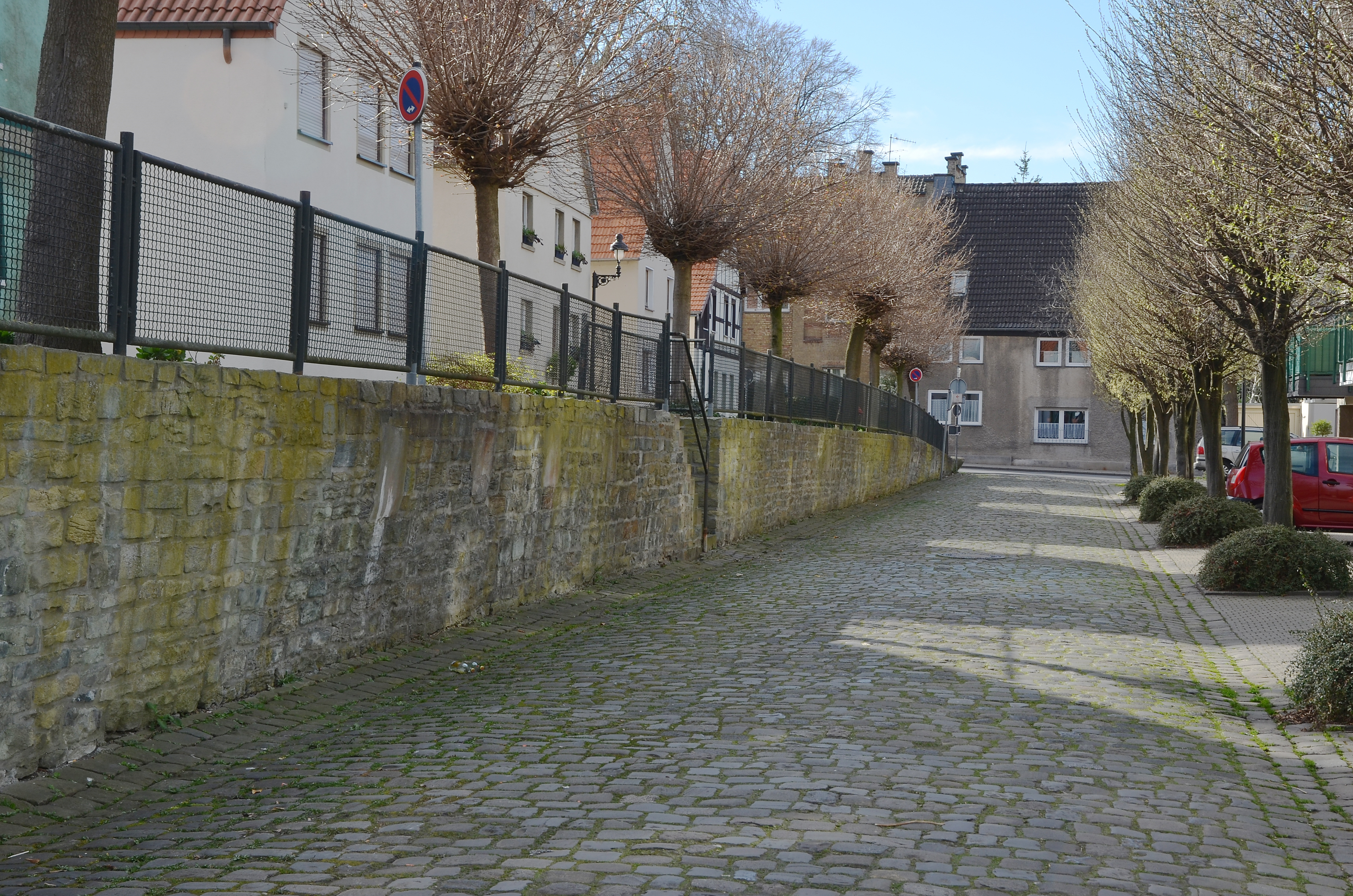
Reste der Stadtmauer Werls

Die Grünsandsteinvorkommen, die im Süden der Westfälischen Kreidebucht zwischen Haarstrang und Lippe liegen, weisen unterschiedliche mineralische Zusammensetzungen und technische Eigenschaften auf. Technisch betrachtet haben nur die Gesteine Bedeutung, die früher bei Soest, Werl, Anröchte und Rüthen abgebaut wurden. Der Werler Grünsandsteinbruch führt in den oberen Lagen und an den Klüften braunes angewittertes Steinmaterial. Die darunterliegenden Gesteinsbänke sind grün gefärbt. In Werl wurden braune und grüne Werksteine in Fassaden verbaut. Um Werl-Büderich und am Windmühlenberg bei Werl gab es früher 8 Steinbrüche.
Mit dem Namen Grünsandstein bezeichnen die ansässigen Bergleute alle dort vorkommenden Sande, insofern sie verfestigt und grüngefärbt sind. Dieser Gesteinsbezeichnung wurde dann der jeweilige Fundort vorangestellt.

## Mineralogie
Es handelt sich um einen kalkgebundenen Sandstein, der in geringem Maße auch kieselig gebunden sein kann. Er besteht zu 49 Prozent aus Extraklasten (davon 27 Prozent Karbonatklasten und 22 Prozent aus Glaukonit). Biogene Klasten betragen 32 Prozent und der Quarzanteil weist einen Anteil von 18 Prozent auf; ferner sind Gesteinsbruchstücke, Glimmer und Feldspat mit einem Anteil von 1 Prozent enthalten. Glaukonit, ein Verwitterungsmineral, färbt diesen Naturstein grün. Die häufigste Korngröße liegt bei 0,08 Millimeter und der eingelagerte Fossilschutt ist stark zerrieben. Das Gestein wurde im damaligen warmen Oberkreidemeer, in dem auch Fossilien abgelagert wurden, sedimentiert.
Der Werler Grünstein ist ein weicher Stein, der durch Witterungseinflüsse und Industrieabgase besonders stark angegriffen wird. Dies hängt mit seinem Anteil an Kalk und kalkigem Bindemittel zusammen. In den Verwitterungsprozessen zersetzt sich das kalkige Bindemittel und der Glaukonit. Der Werler Stein zeigt geringe Verwitterungsresistenz, zeigt Anlösungen, kleinflächiges Abschalen und Gipsausblühungen.

## Verwendung
Bauwerke, die aus Werler Grünsandstein errichtet wurden, sind die Pfarrkirche St. Walburga, die Wallfahrtsbasilika Mariä Heimsuchung, Burgruine, Wortmanns-Wassermühle, Gutskapelle im Rittergut Koenigen in Werl. Verwendet wurde dieser Grünsandstein vor allem für Massivbauten, Mauersteine, Fenster- und Türgewände sowie Treppen.

## Galerie

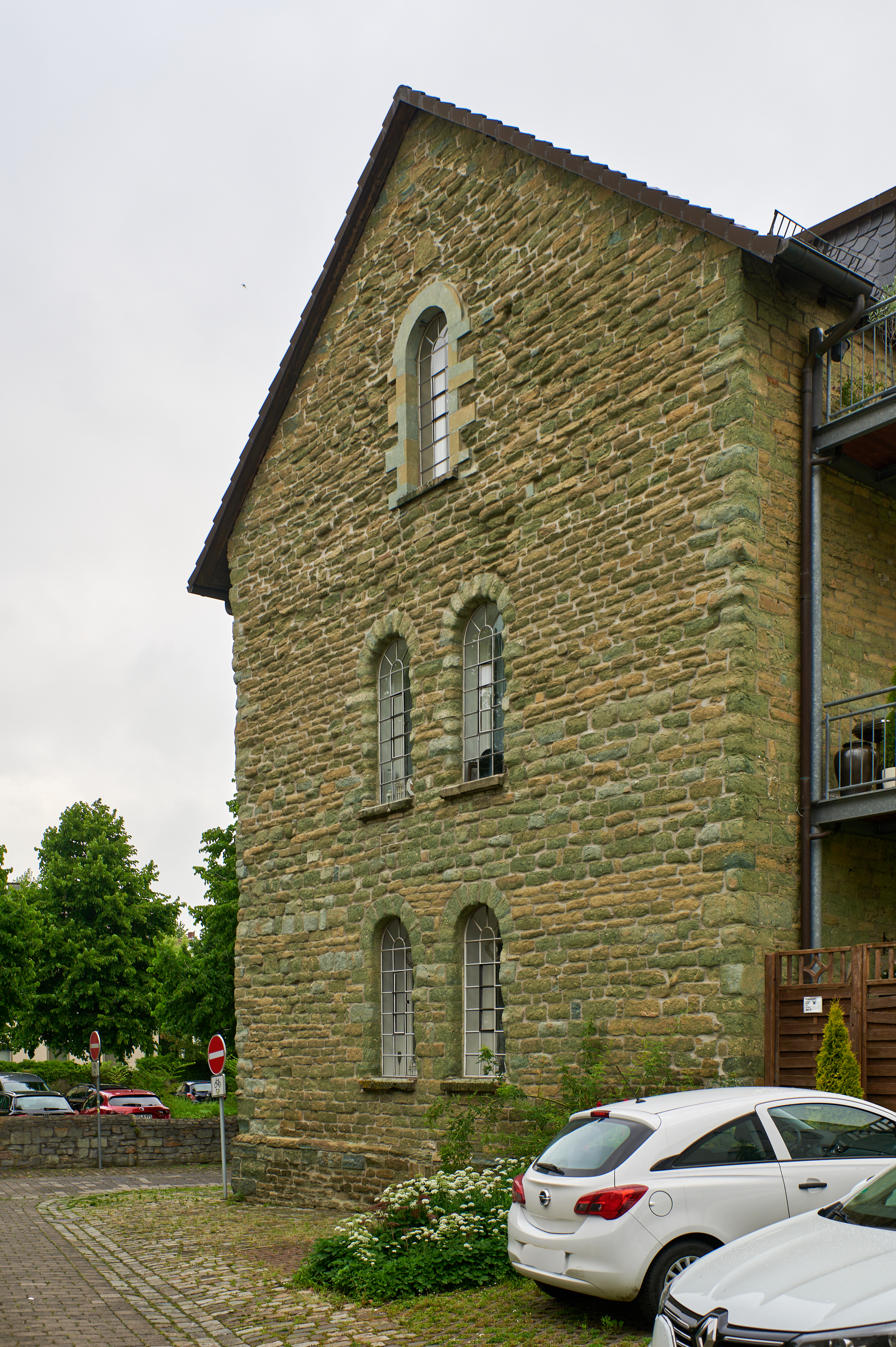
Bunte Kuhstraße 11–13 Werl
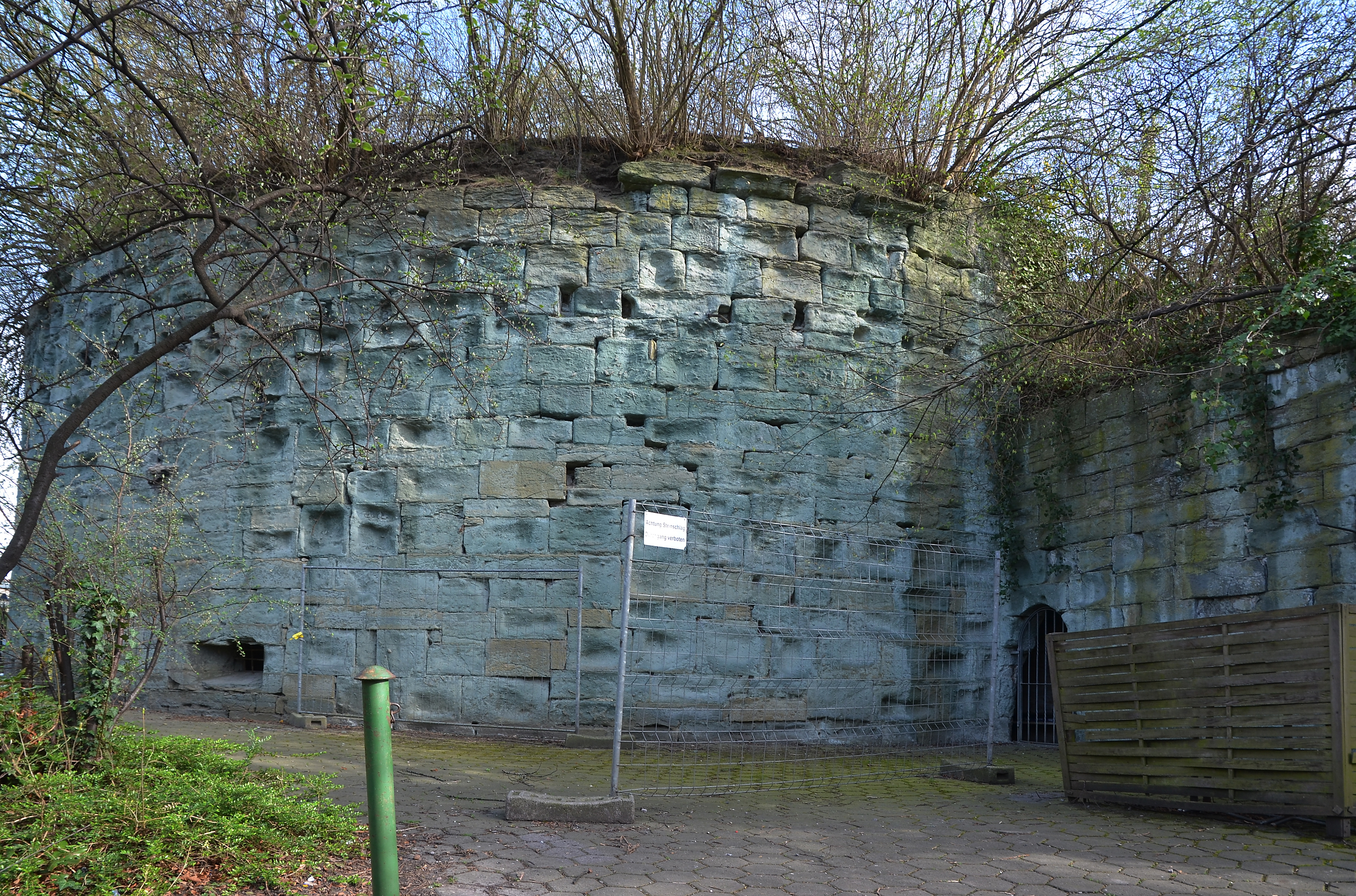
Schloss Werl
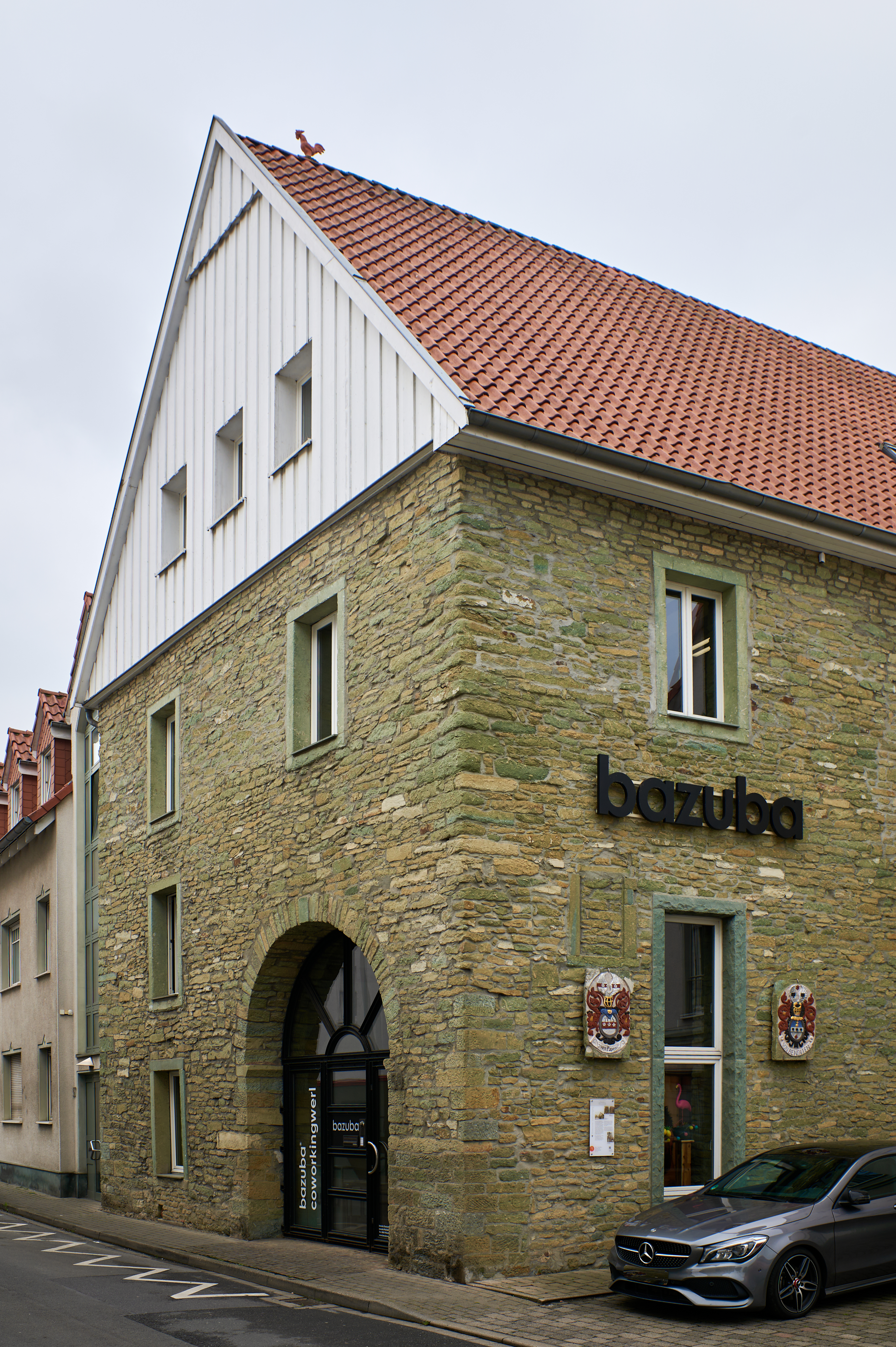
Kämperstraße 59 Werl
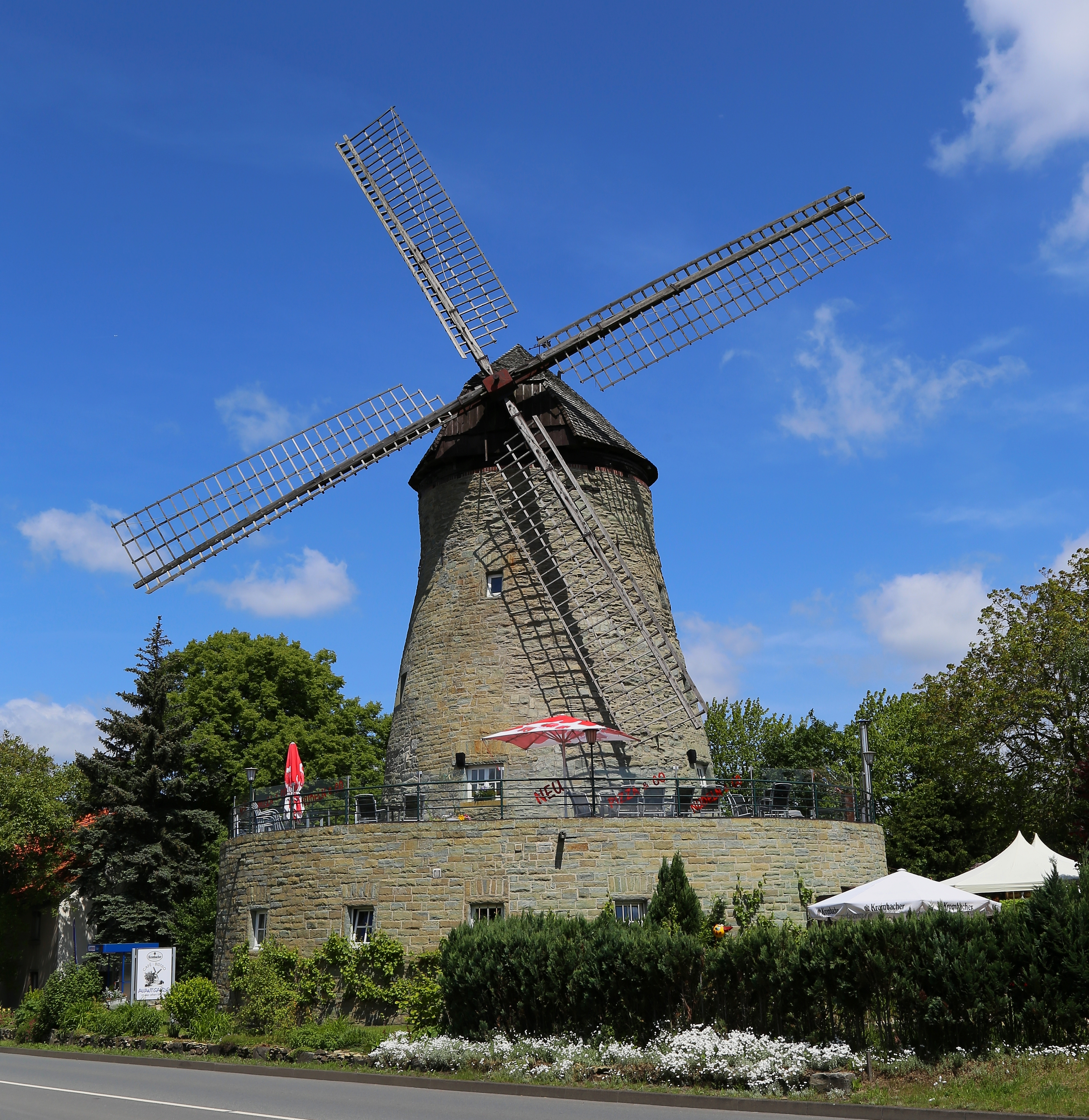
Windmühle Werl
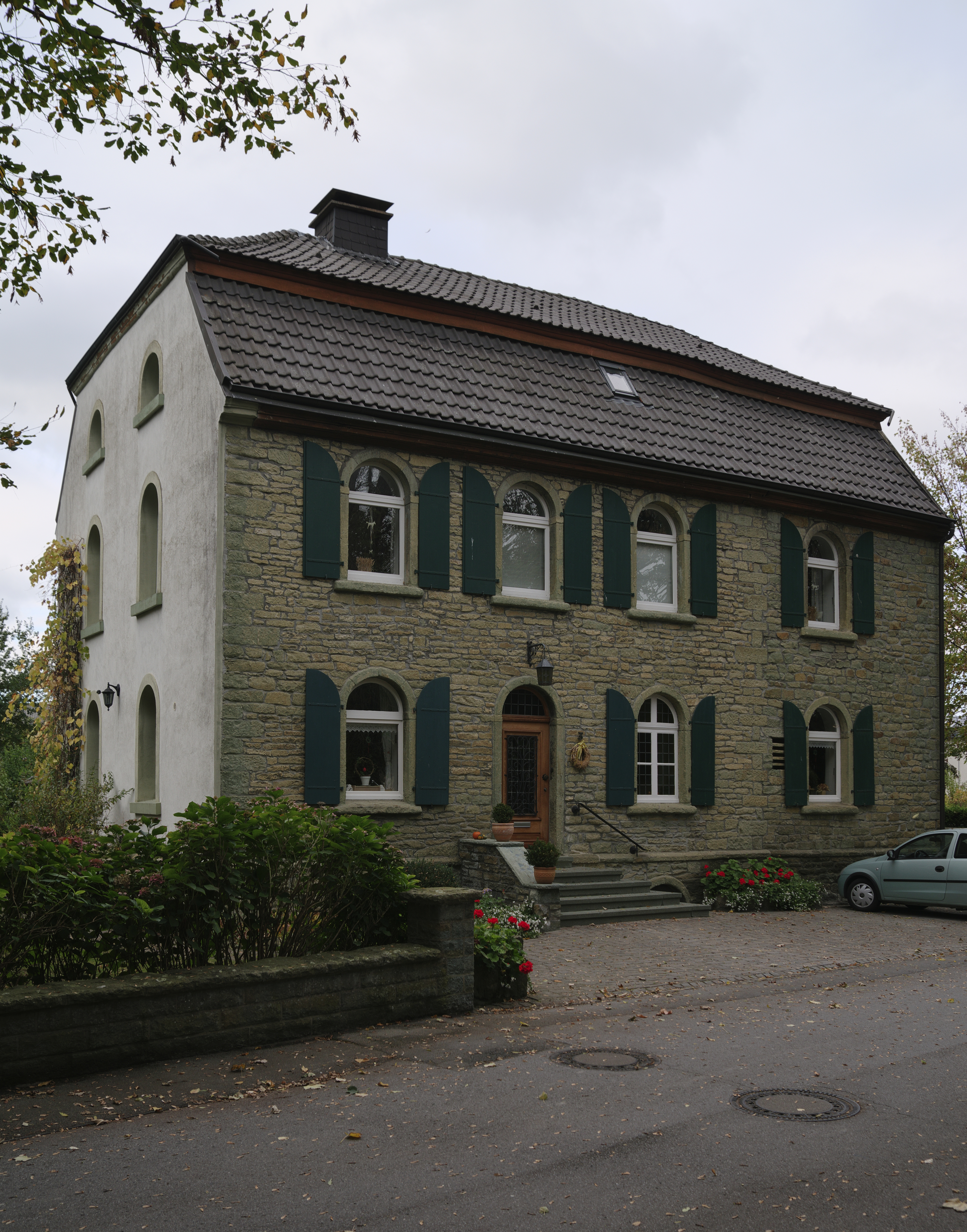
Westönner Bachstraße 3 Werl
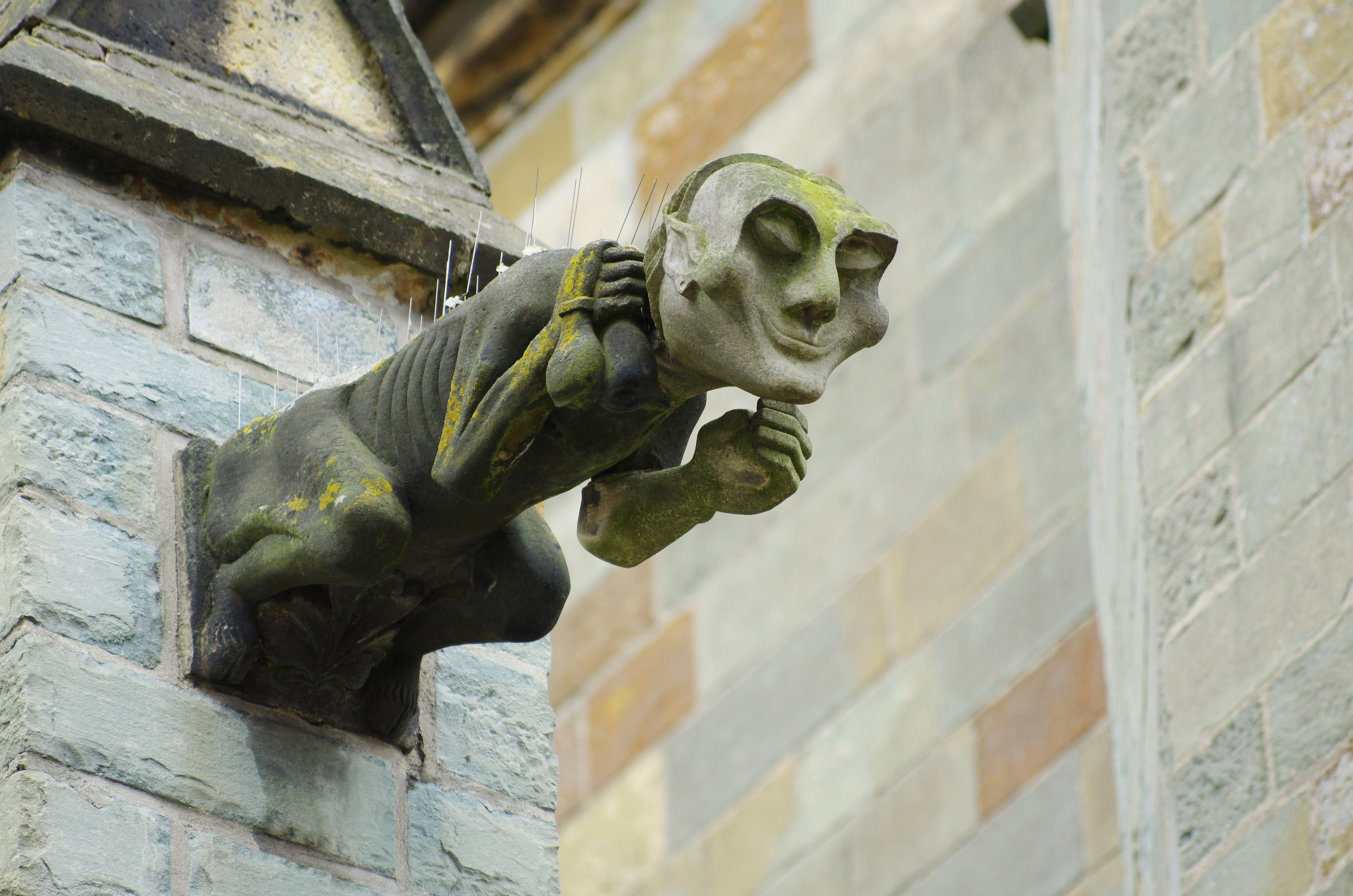
St. Kunibert Büderich (Detail)
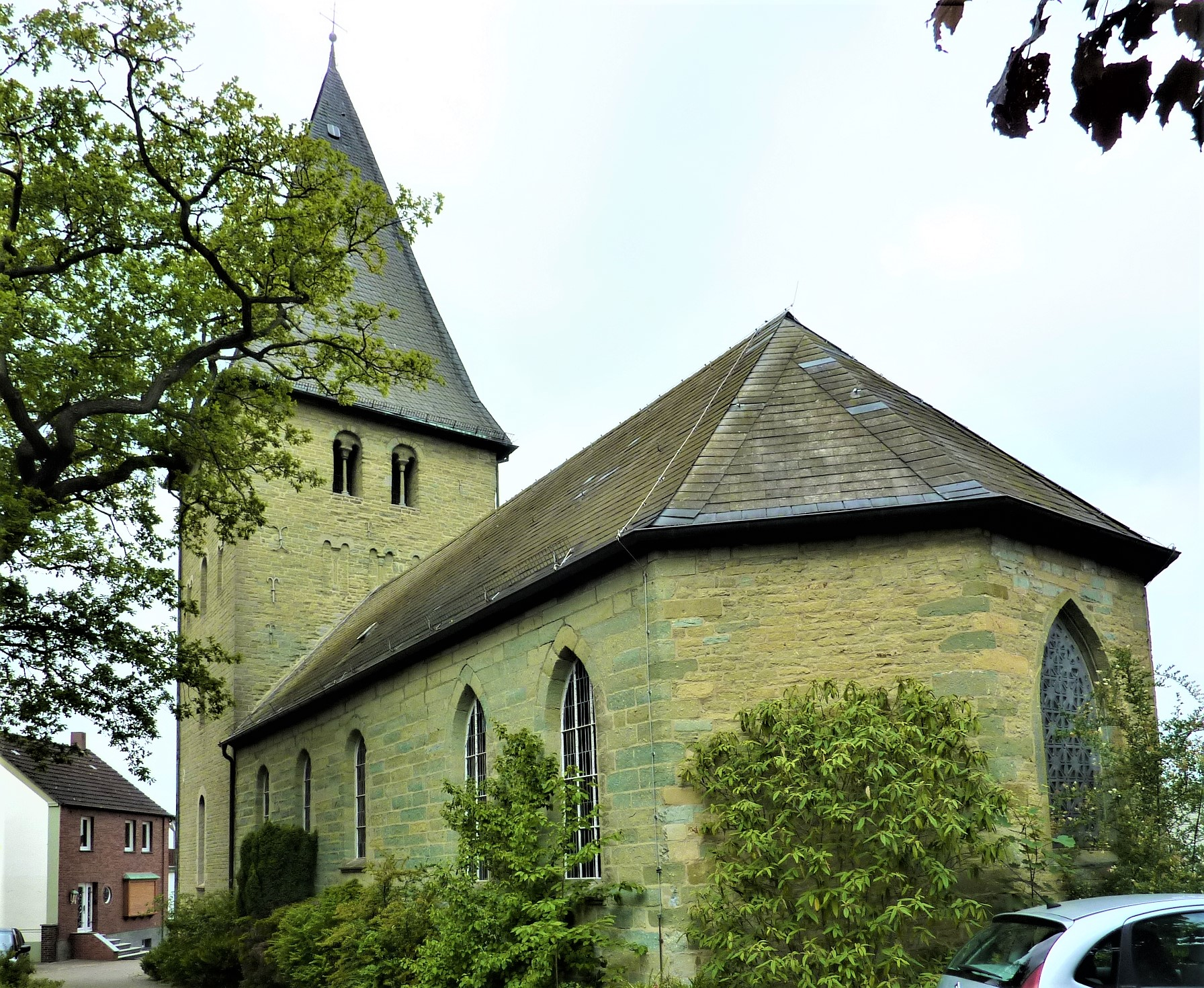
Evangelische Kirche Hilbeck
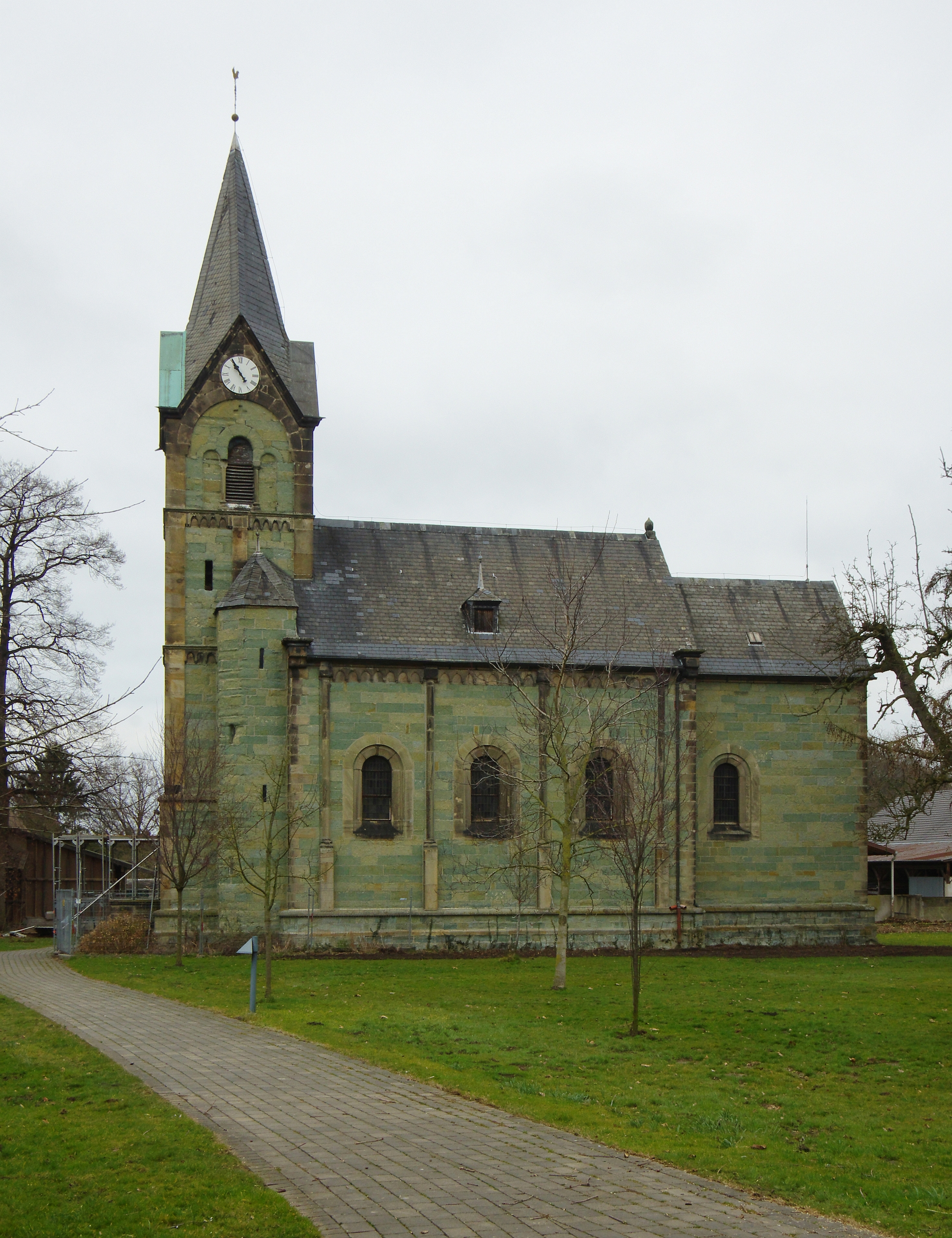
St. Joseph Werl
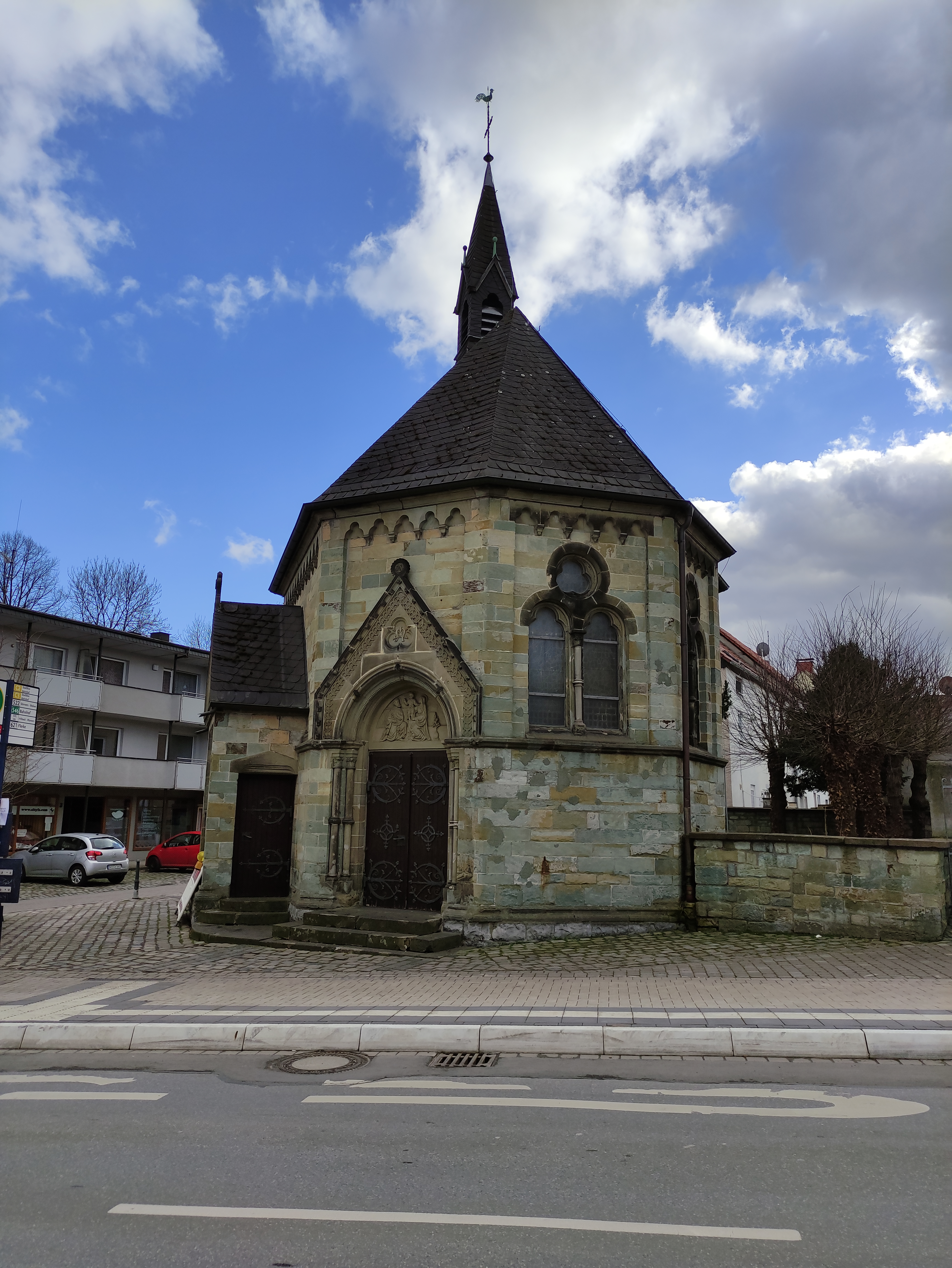
Kapelle Mutter Gottes in der Not Werl
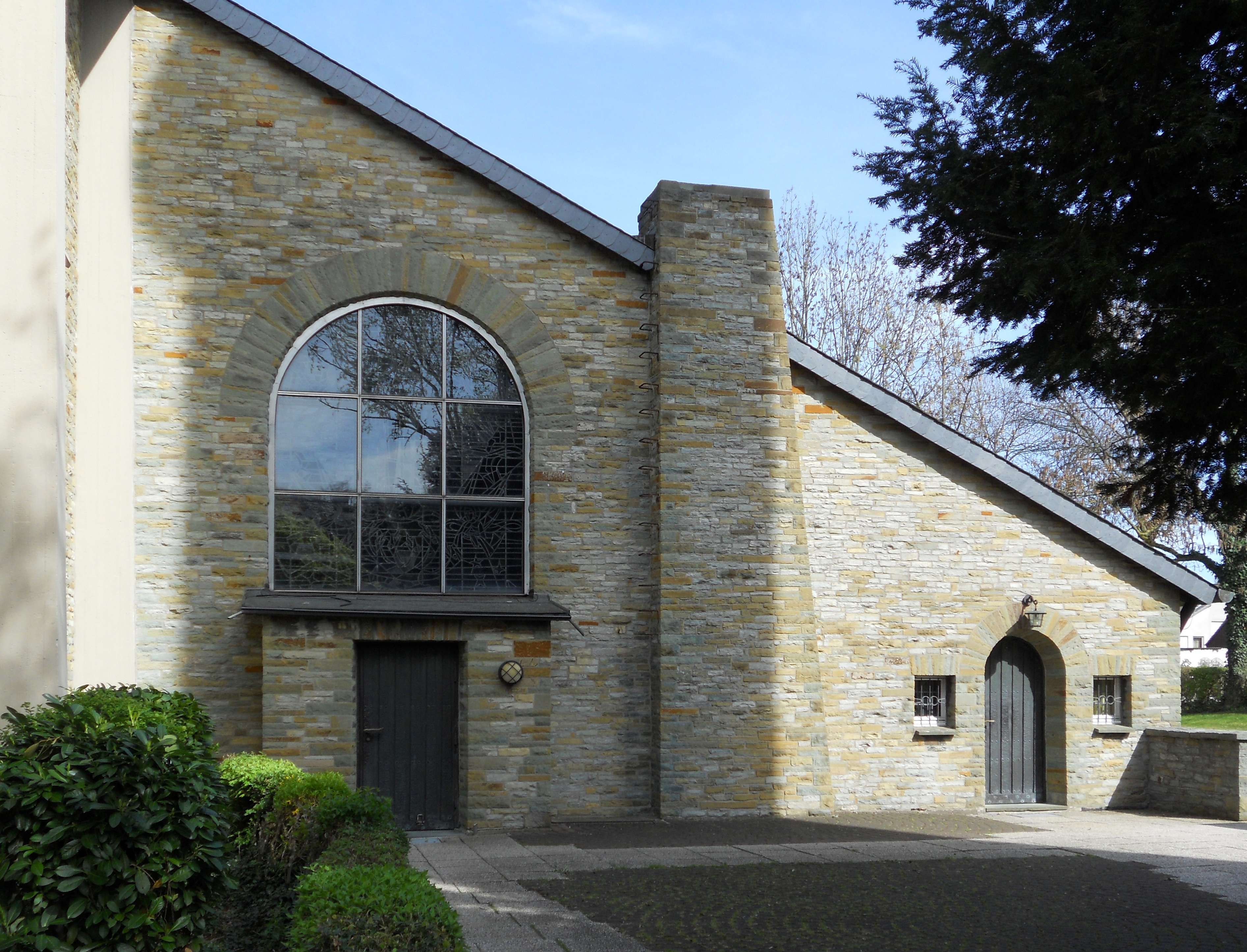
Sakristei St. Norbert Werl
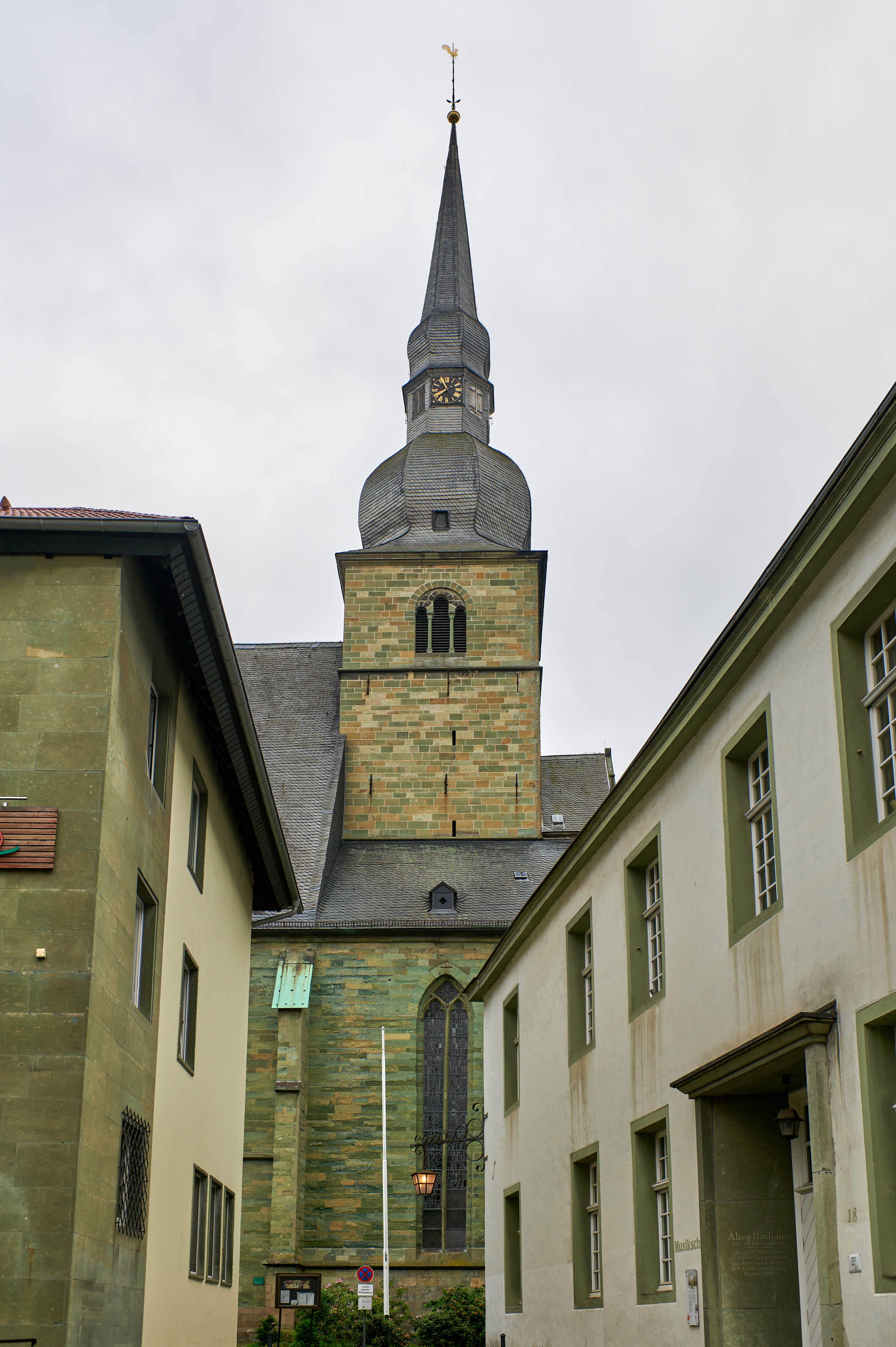
Propsteikirche St. Walburga Werl

## Einzelnachweis
1. ↑  Grimm, Bildatlas wichtiger Denkmalgesteine, Gestein Nr. 144 (siehe Literatur)